# Буданицкий, Аркадий Семёнович
Аркадий Семёнович Буданицкий (15 декабря 1925, Минск – 14 февраля 2014, Москва) – советский и российский виолончелист, Заслуженный артист Российской Федерации (2000), Заслуженный деятель искусств Российской Федерации (2006).

## Биография
Родился в музыкальной семье. Отец – военный музыкант. Учился в школе для особо одаренных детей при  Белорусской Государственной Филармонии у педагога Михаила Захаровича Орлова.
С января 1940 г. учился у профессора – Александра Кондратьевича Власова.
Будучи учеником выступал с сольными концертами в городах Белоруссии и в Москве.
В самом начале войны в ходе эвакуации эшелон, в котором ехала семья, был разбомблен под Оршей. Аркадий Семенович Буданицкий вместе с младшим братом потерялись и были подобраны отступающими войсками, с которыми в качестве сыновей полка прошли путь отступления до Москвы, где были направлены во 2-ю Московскую военно-музыкальную школу (1941-1944). В 1944 г. был откомандирован в Высшее училище военных капельмейстеров Красной Армии, где служил старшиной оркестра.
В декабре 1945 г. был уволен из рядов Красной Армии и поступил в Музыкально-педагогический институт им.Гнесиных.
В институте началась дружба с выдающимися музыкантами, такими как Е.Ф.Светланов, Г.Заборов.
С 1946 г. начал трудовую деятельность – был принят артистом оркестра Министерства кинематографии под управлением Давида Блока. В 1948-1950 работал концертмейстером группы виолончелистов в ансамбле под руководством И.Моисеева. С 1950-1951 г. принят в оркестр Малого Академического театра СССР. В 1951 г. поступил по конкурсу во вновь созданный Оркестр Радио и Телевидения под управлением Самуила Абрамовича Самосуда. С 1953 года оркестр стал называться оркестром Московской Государственной Филармонии. Главными дирижерами и художественными руководителями оркестра были выдающиеся дирижеры Н.Г. Рахлин и К.П. Кондрашин.
В 1967 г. был принят в ГАСО СССР под управление Е.Ф. Светланова.
В 1982-1996 гг. был солистом квартета виолончелистов ГАСО СССР под управлением народного артиста России Юрия Лоевского.
До 2013 г. вел большую работу в профсоюзных организациях, направленную в защиту интересов и условий труда и творчества артистов оркестра.
За годы творческой деятельности работал с выдающимися советскими и зарубежными музыкантами и дирижерами: Ф. Лузанов, М. Пашаев, К.К. Иванов, Г. Рождественский, Н. Ярви, Арвид и Марис Янсонсы, Курт Зиндерлинг, К.И. Элиасберг, Ю. Симонов, Василий Синайский, В. Гергиев, Ю. Темирканов, Марк Горенштейн, И. Стравинский, Леопольд Стоковский, Лорин Маазель, Карло Цекки, Э.Гилельс, С.Т. Рихтер, Серебряков, И.С.Козловский, Д.Ф.Ойстрах, П.Коган, Валерий Климов, Ван Клайберн, Михель Андиело (пианист), Исаак Стерн и со многими другими выдающимися музыкантами и дирижёрами.

## Награды и звания
- Орден Дружбы народов (27 ноября 1986 года) — за заслуги в развитии советского музыкального искусства[1].
- Медаль ордена «За заслуги перед Отечеством» II степени (12 сентября 1996 года) — за заслуги в области музыкального искусства и многолетнюю творческую деятельность[2].
- Орден Отечественной войны II степени.
- Медаль «За победу над Германией в Великой Отечественной войне 1941—1945 гг.»
- Заслуженный артист Российской Федерации (12 апреля 2000 года) — за заслуги в области искусства[3].
- Заслуженный деятель искусств Российской Федерации (2 сентября 2006 года) — за большой вклад  в развитие отечественного музыкального искусства и многолетнюю плодотворную работу[4].
- Заслуженный артист Удмуртской ССР (1984).
- 14 военный медалей
- Почётный знак участника Парада Победы 1945 г.
- Был участником исторического парада Победы на Красной площади.